# Voxsjön
Voxsjön är en sjö i Bollnäs kommun i Hälsingland och ingår i Ljusnans huvudavrinningsområde. Sjön är 15 meter djup, har en yta på 5,14 kvadratkilometer och befinner sig 76 meter över havet. Sjön avvattnas av vattendraget Voxnan.

## Delavrinningsområde
Voxsjön ingår i det delavrinningsområde (680093-152957) som SMHI kallar för Utloppet av Voxsjön. Medelhöjden är 97 meter över havet och ytan är 24,62 kvadratkilometer. Räknas de 488 avrinningsområdena uppströms in blir den ackumulerade arean 3 704,5 kvadratkilometer. Voxnan som avvattnar avrinningsområdet har biflödesordning 2, vilket innebär att vattnet flödar genom totalt 2 vattendrag innan det når havet efter 50 kilometer. Avrinningsområdet består mestadels av skog (46 procent), öppen mark (10 procent) och jordbruk (18 procent). Avrinningsområdet har 5,14 kvadratkilometer vattenytor vilket ger det en sjöprocent på 20,8 procent.